# Annie Rogers y Mary Jackson como la reina Leonor y la bella Rosamunda
Annie Rogers y Mary Jackson como la reina Leonor y la bella Rosamunda es una fotografía escenificada de Lewis Carroll (Charles Lutwidge Dodgson, 1832–1898). Representa un episodio legendario de la historia medieval inglesa.

## Trasfondo
La fotografía fue tomada el 3 de julio de 1863. Las dimensiones de la foto son 20,6 x 15,2 cm, y está enmarcada arriba en forma de arco de medio punto. Versión en color: sepia. Se decía que el lugar de adquisición era Badcock's Yard, St Aldates, Oxford. La fotografía en sí contiene la inscripción "junio de 1862", pero se considera errónea y posterior, ya que contradice la edad de las niñas representadas. El positivo se realizó mediante la técnica de impresión a la albúmina a partir de un negativo de colodión, y la fotografía se acompaña de una carpeta de cartón con una nota mecanografiada del autor y del donante.
Cuando la fotografía estuvo terminada, Carroll le envió a Annie una copia de la fotografía junto con un pequeño poema, donde algunas líneas están resaltadas en letras del alfabeto latino: 
| "My dear Annie, I send you A picture, which I hope will B one that you will like to C If your Mamma should D sire one like it, I could E sily get her one. — Your affectionate friend, C. L. Dodgson" |

(Mi querida Annie,
te envío
una foto, que espero
sea una que te gustará,
si tu mamá tuviera
una así, podría conseguirle
tontamente una.
- Tu afectuoso amigo, C. L. Dogson.)
Se sabe que el positivo de la fotografía formaba parte del álbum personal del escritor N° 2. Identificador de la foto/negativo: Z-PH-LCA-II.92. El número de página del álbum es 92. Todos los retratos de niños creados por Carroll fueron distribuidos a las familias de los modelos, según su testamento. Las fotografías de Carroll quedaron así dispersas y olvidadas. En 1945, el coleccionista, historiador y fotógrafo Helmut Gernsheim se interesó por la fotografía victoriana. En aquella época no existía literatura especializada sobre este tema. Un anticuario y librero de Londres le ofreció a Gernsheim un álbum de fotografías infantiles (afirmó que las fotografías fueron "extraídas de una pila de libros en el sótano"), supuestamente de Lewis Carroll. No había ninguna prueba de ello, pero Gernsheim, en el Museo Británico, comparó las firmas de las fotografías con los famosos autógrafos de Carroll y se convenció de que en efecto pertenecían al escritor.
La fotografía se encuentra actualmente en la colección del Museo de Historia de la Ciencia de Oxford. En diciembre de 1937 fue donado al museo por el Dr. Bertram Rogers. El evento se menciona en el informe anual del museo de 1939, pero no hay registro de la adquisición en esa referencia. El donante era sobrino de una de las niñas retratadas, Annie Rogers, quien falleció el 28 de octubre de 1937, tras lo cual decidió donar la fotografía al museo. El número de inventario de la imagen es 30302.

## Trama

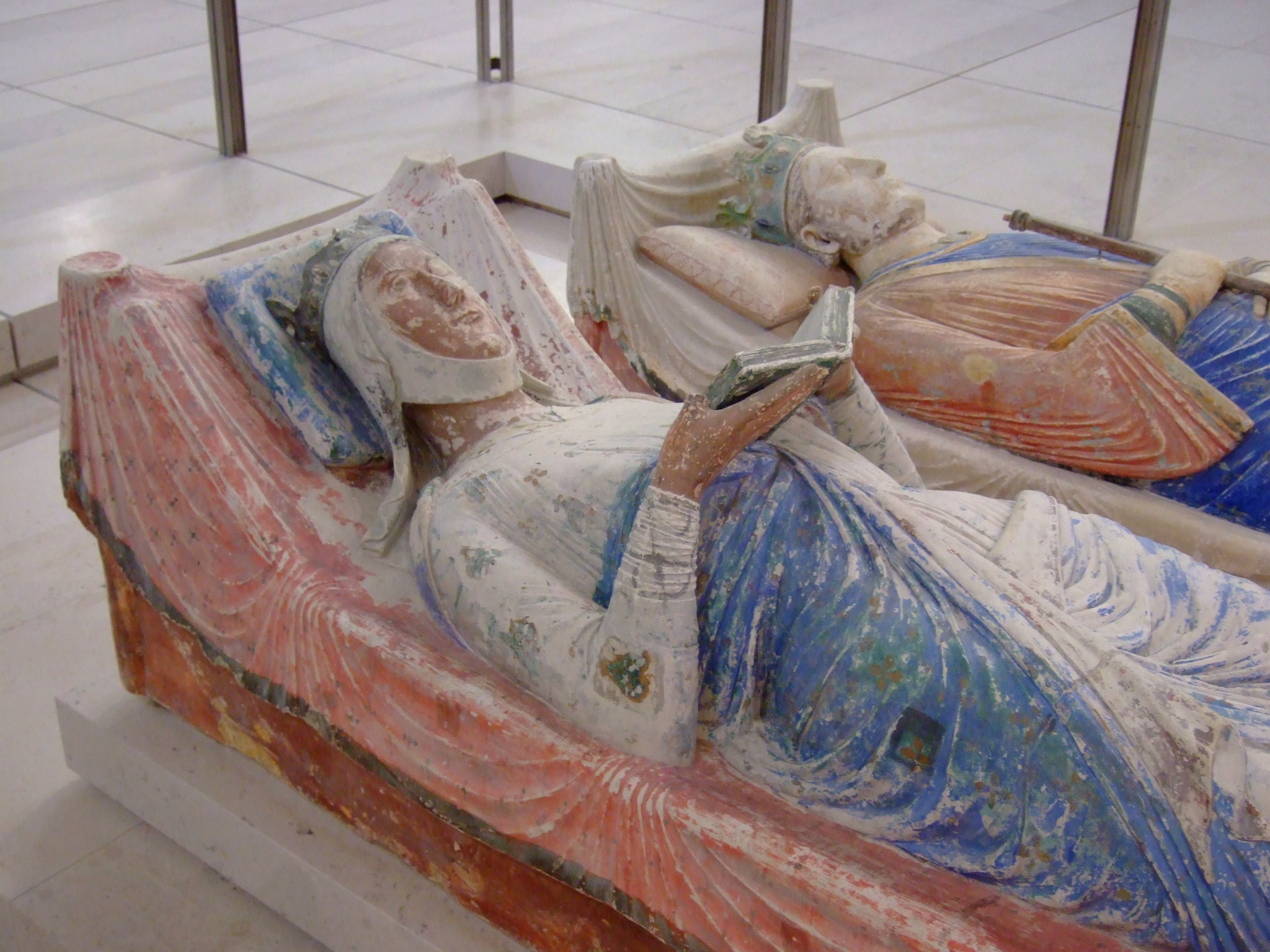
Sepulcro de Leonor de Aquitania y Enrique II,.

Rosamunda de Clifford (nacida Joan de Clifford; muerta en 1176) era hija del noble anglonormando Walter Fitz-Richard de Clifford y Margaret de Tosney, y amante del rey de Inglaterra Enrique II Plantagenet. Por su belleza se ganó los apodos de "La Bella Rosamunda" y "Rosa del Mundo". El nombre Rosamund probablemente proviene del término latino "rosa del mundo" (en latín, rosa mundi). Hacia el año 1163 conoció al rey Enrique II y en 1166 comenzaron un romance. Enrique instaló a su amante en el palacio de Woodstock. Sin embargo, hasta 1174, pocas personas conocían su relación con Enrique II. En ese año Leonor de Aquitania, la esposa de Enrique II, que había estado involucrada en la rebelión de sus hijos contra su marido, fue capturada y encarcelada en Salisbury, después de lo cual el rey comenzó a pasar tiempo con Rosamunda abiertamente. Consideró separarse de Leonor para poder casarse con Rosamunda, pero el Papa se negó a conceder la nulidad matrimonial. En 1176, Rosamunda enfermó y se retiró al Monasterio de Godstow (cerca de Oxford), donde murió ese mismo año. Su tumba estaba originalmente en la iglesia del monasterio. Tras la muerte del rey, fue trasladada a petición del obispo Hugo de Lincoln fuera del monasterio, desapareciendo su tumba en el siglo XVI. 
Más tarde (probablemente por primera vez en el siglo XIV en la llamada Crónica de Londres y luego en las baladas "La leyenda de Rosamunda" y "Las confesiones de Alienora", en esta última incluso la reina confiesa este crimen antes de su muerte)  apareció la leyenda de que el rey intentó ocultar a Rosamunda de su esposa en el castillo y creó un laberinto infranqueable en el jardín que lo rodeaba, en el que solo era posible encontrar el camino con la ayuda de un hilo guía de plata, que guardaba el caballero que custodiaba a Rosamunda, Sir Thomas. Leonor mató a Sir Thomas y, usando el hilo, pudo encontrar el camino hasta la amante del rey, entonces le ofreció a Rosamunda la opción de morir: con daga o con veneno. Rosamunda eligió el veneno. En realidad, doña Leonor estaba en prisión en ese momento y no pudo haber cometido el asesinato de su rival.

## Las modelos
La fotografía de Carroll captura el episodio final de la leyenda: la reina ofrece a la amante del rey la opción de morir envenenada o con daga.
Están representadas por dos niñas, Annie Rogers (derecha) y Mary Jackson (izquierda), vestidas con trajes "medievales", con una silla tallada en estilo neogótico entre ellas. Hay una corona de cartón en la cabeza de la "Reina" (Annie Rogers). Sostiene una daga curva en su mano izquierda y una caja decorada en su derecha, apoyada en el reposabrazos de la silla (ofreciendo con gesto serio y firme a su oponente la opción de elegir entre daga o veneno). Rosamunda tiene una cinta con estrellas en su cabeza, está arrodillada, compungida, con las manos entrelazadas en el asiento de la silla.
- Annie Rogers (15 de febrero de 1856 - 28 de octubre de 1937) posó repetidamente para fotografías de Lewis Carroll cuando era niña y luego se hizo famosa como defensora activa de la educación de las mujeres. Creció en Oxford en el seno de una familia académica, era hija del entonces famoso economista profesor Thorold Rogers, en 1873 aprobó con éxito los exámenes que le permitieron ser aceptada en el Balliol College o Worcester, pero después de descubrirse que se había matriculado a una joven y no a un joven, que sólo obtuvo el sexto mejor resultado,... Annie Rogers recibió cuatro volúmenes de Homero como regalo del Balliol College. Cuando se establecieron cursos separados para mujeres en relación con esta historia, ella se graduó con el mejor resultado y con honores en latín y griego antiguo (1877). Más tarde se convirtió en secretaria de la Asociación de Educación de Mujeres y cofundadora de la Sociedad de Estudiantes Domésticos de Oxford del St Anne's College de Oxford.
- María L. Jackson tenía nueve años entonces, su padre era el Dr. Jackson, un médico privado en Holywell.

Carroll llamaba a sus pequeñas amigas, a quienes utilizaba como modelos fotográficas, "amigas de la infancia". Algunos estudiosos creen que esta frase indicaba el tipo de relación más que la edad. En la Inglaterra victoriana, esta expresión estaba muy extendida y a veces reflejaba la naturaleza de las relaciones entre personas de diferente estatus social. Existen otras interpretaciones de este término.

## Galería

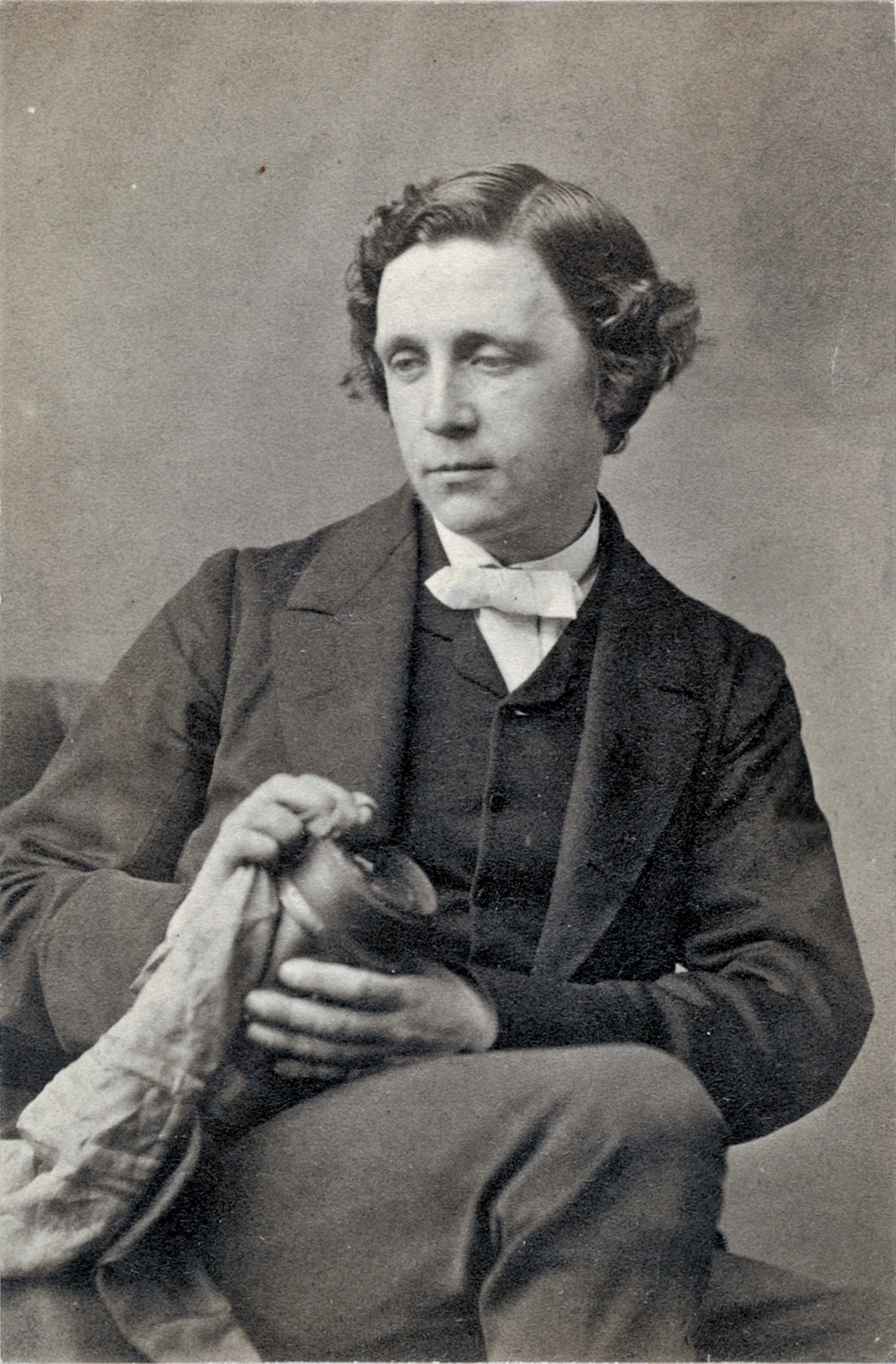
Oscar Gustav Rejlander: Lewis Carroll en 1863.
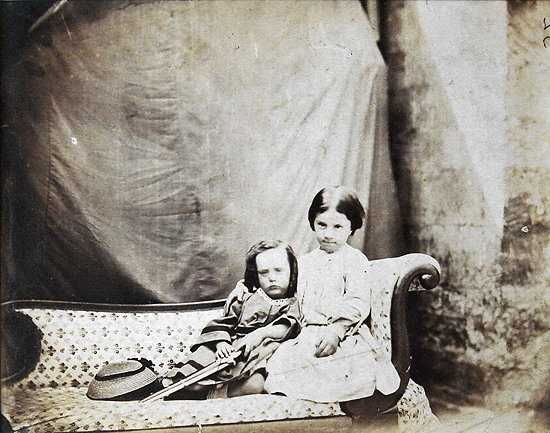
Lewis Carroll: Henry y Annie Rogers, 2 de enero de 1861.
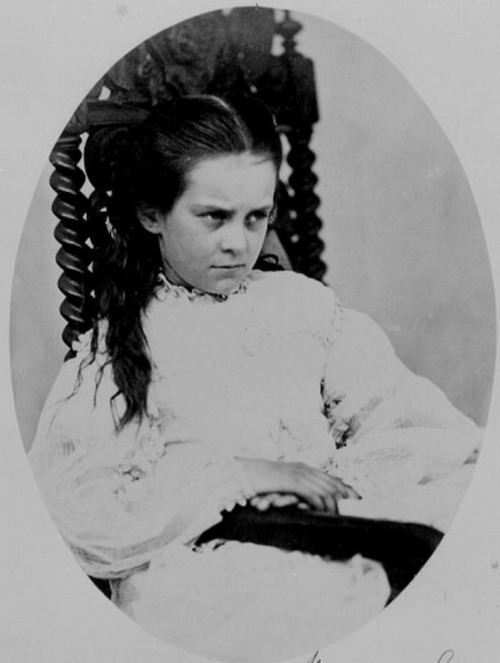
Lewis Carroll: Mary Jackson.
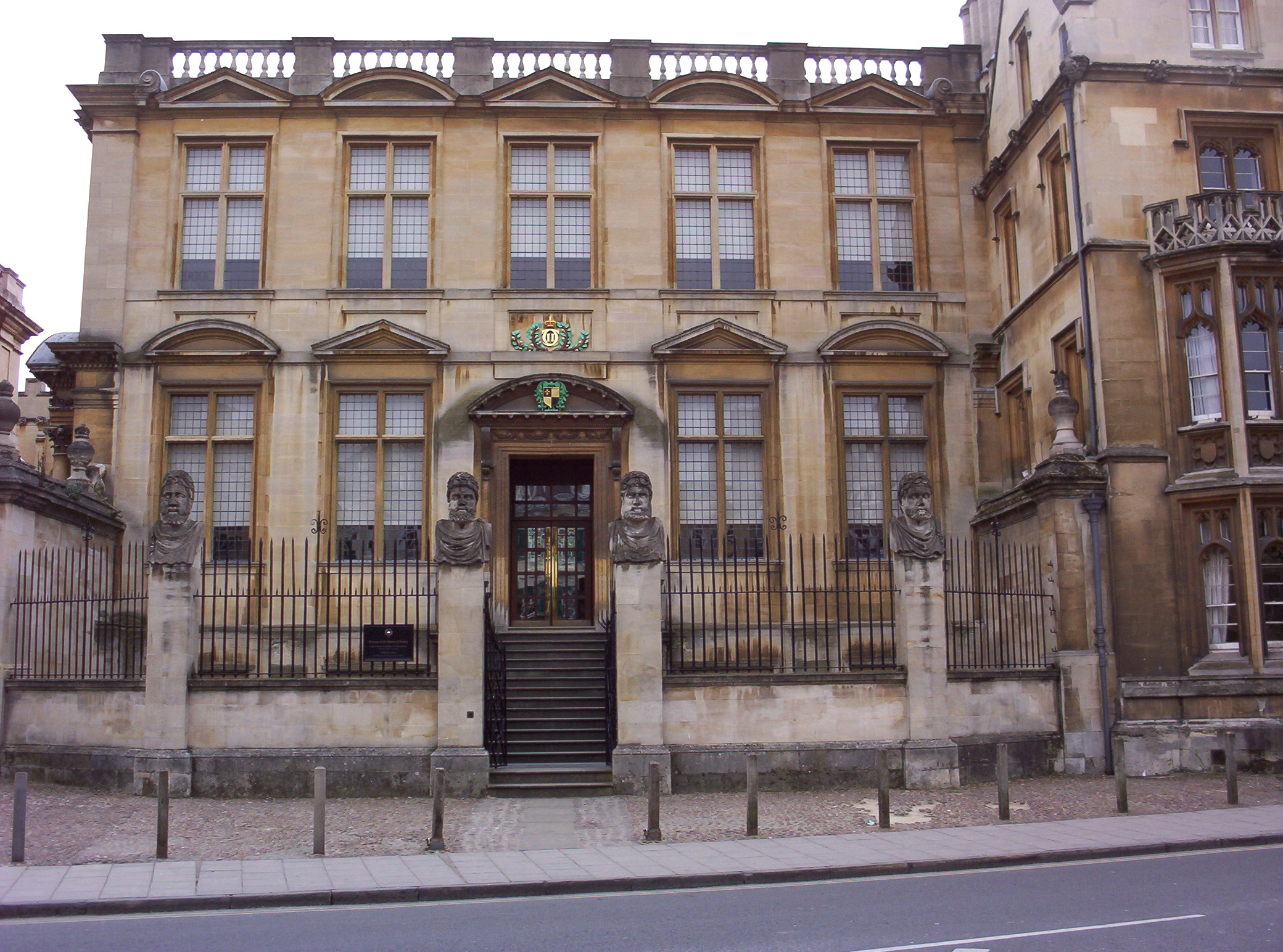
Museo de Historia de la Ciencia, que alberga la fotografía.